# 前橋市立石井小学校
前橋市立石井小学校（まえばししりつ いしいしょうがっこう）は、群馬県前橋市富士見町石井にある前橋市立小学校。

## 沿革
- 1873年（明治6年）10月 - 石井珊瑚寺に石井学校仮設。その後、田島・市之木場・漆窪を併合する。
- 1880年（明治13年）
  - 1月 - 米野学校と合併する。田島・漆窪・米野・市之木場・山口・石井6ヶ村を併合し、漆窪村長桂寺に石野小学校を新設する。
  - 5月 - 米野村と分離、再び石井珊瑚寺に石井学校を移す。
- 1885年（明治18年）1月 - 10ヶ村を併合する。米野村に本校を置き石井村に第１分校、真壁村に第２分校、箱田村に第３分校を置く。
- 1886年（明治19年）3月 - 第16学区第9尋常小学校と改名する。
- 1887年（明治20年）4月 - 南勢多高等小学校分教場を置く。
- 1888年（明治21年）10月 - 村民の寄付により校舎が新築される。
- 1890年（明治23年）10月 - 富士見村第二高等小学校を設置する。
- 1893年（明治26年）4月 - 石井尋常高等小学校と改称する。
- 1902年（明治35年）1月 - 校舎が全焼し、珊瑚寺にて仮教授する。
- 1910年（明治43年）6月 - 新校舎が落成する。
- 1925年（大正14年）１月 - 改築校舎６教室完成
- 1936年（昭和11年）１月 - 改築校舎が落成する。
- 1941年（昭和16年）3月 - 勢多郡富士見村立石井尋常高等小学校となる。
- 1947年（昭和22年）3月 - 富士見村立石井小学校となる
- 1955年（昭和30年）6月 - 箕輪分校は白川小学校分校となる
- 1963年（昭和38年）10月 - 給食室が完成する
- 1964年（昭和39年）12月 - 校舎が竣工する。
- 1970年（昭和45年）4月 - 給食センター方式になる。
- 1971年（昭和46年）12月 - 校歌を発表する。
- 1982年（昭和57年）2月 - 体育館が完成する。
- 1984年（昭和59年）10月 - 校旗を作成する。
- 1986年（昭和61年）7月 - プールを新設する。
- 1993年（平成5年）7月 - 校舎を大改修する。
- 1996年（平成8年）10月 - パソコンを22台設置する。
- 2002年（平成14年）
  - 6月 - 図書室にエアコン設置する。
  - 8月 - パソコンを60台設置する。
- 2006年（平成18年）4月 - 校舎の耐震補強工事を行う。
- 2008年（平成20年）9月 - 児童用パソコン等を一斉リース替えする。
- 2009年（平成21年）5月 - 前橋市との合併により、前橋市立石井学校となる。
- 2011年（平成23年）8月 - 教室にエアコンを設置する。
- 2013年（平成25年）8月 - 職員室のパソコンを入れ替える。
- 2014年（平成26年）2月 - 音楽室にエアコンを設置する。
- 2015年（平成27年）2月 - PC室のサーバーを入れ替え、児童用パソコンをタブレット型に入れ替え、無線AP導入を導入する。

## 学校教育目標

### 基本目標
高い知性と豊かな社会性をもち、責任と勤労を重んじ、自主的精神に満ちた心身ともに健全な子どもを育成する。

### 具体目標
- からだをきたえ（健康・体力）
  - 「健康に関心を持ち、強い体力・気力を作る」
- みずから学び（自主・創造）
  - 「意欲にあふれ、進んで学習する」
- みんなと（協力・共生）
  - 思いやりを持って、協力し合う」
- がんばる子ども（根気・責任）
  - 「責任を持って最後までやり遂げる